# براوناو
براوناو (بالألمانية: Braunau) هي بلدية سويسرية تتبع لمقاطعة مونكفيلن في كانتون تورغاو. تبلغ مساحتها 9.17 كيلومتر مربع، ويقدر عدد سكانها بـ 760 نسمة (حسب تعداد ديسمبر 2015).